# Friesendorf
Friesendorf is een plaats in de Duitse gemeente Ebersdorf bei Coburg, deelstaat Beieren, en telt 200 inwoners.